# 4. brigáda rychlého nasazení
4. brigáda rychlého nasazení „Obrany národa“ se sídlem v Žatci je součástí Pozemních sil Armády České republiky. Brigáda rychlého nasazení je předurčena k plnění bojových a speciálních úkolů při vojenském i nevojenském ohrožení České republiky (například pomoc při živelních katastrofách). Mezi úkoly brigády patří účast v zahraničních operacích OSN, EU a NATO. Velitelem jednotky je od 1. listopadu 2021 Jiří Líbal, který byl 8. května 2024 jmenován do hodnosti brigádního generála.

## Historie brigády
Realizace výstavby 4. brigády rychlého nasazení začala 1. ledna 1994, kdy bylo zřízeno její velitelství v Havlíčkově Brodě na základě velitelské struktury 4. motorizované divize. Ke vzniku samotné brigády došlo 1. července 1994, přičemž se na rozdíl od ostatních tehdejších sedmi mechanizovaných brigád AČR nacházela v přímé podřízenosti náčelníka Generálního štábu Armády České republiky. Šlo o vševojskový útvar se zaměřením na výsadkové operace zahrnující mimo mechanizovaných, logistických a spojovacích útvarů i dělostřelecké, ženijní a průzkumné jednotky. Jejím prvním velitelem byl jmenován čerstvě povýšený plukovník generálního štábu Jiří Šedivý. V roce 1997 byla brigáda převedena pod Velitelství pozemního vojska v Olomouci a v souvislosti s přípravami na vstup do NATO došlo k jejímu začlenění do sil okamžité reakce. Čestný název "Obrany národa" brigáda obdržela na základě rozkazu prezidenta republiky 8. května 1999, čímž navázala na odkaz, vytvořený příslušníky stejnojmenné odbojové organizace za 2. světové války.
Jednotka se již od doby svého vzniku účastnila řady domácích i mezinárodních cvičení a rovněž prošla nasazením v zahraničních operacích v Bosně, Albánii, Makedonii, Kosovu, Kuvajtu, Iráku, Afghánistánu, Litvě a africkém Mali. V roce 2003 byl zredukován počet útvarů brigády z deseti na tři – dva mechanizované a jeden výsadkový mechanizovaný prapor. O rok později pak bylo velitelství brigády spolu s 41. mechanizovaným praporem přemístěno do Žatce. Na bázi 4. brigády rychlého nasazení došlo v roce 2006 poprvé v historii AČR ke vzniku brigádního úkolového uskupení pro nasazení v rámci aliance, na což v roce 2009 navázalo vytvoření bojového uskupení Evropské unie. Brigáda byla 1. října 2008 rozšířena o 44. lehký motorizovaný prapor s posádkou v Jindřichově Hradci. V roce 2016 byl vytvořen organizační prvek pro vznik 45. mechanizovaného praporu v Rakovníku, ten ale nebyl postaven a organizační prvek přešel do podřízenosti 15. ženijního pluku a následně na jeho základě vznikl prapor podpory nasaditelných sil.. 1. října 2020 předala brigáda 43. výsadkový prapor do přímé podřízenosti Pozemních sil za současného vzniku 43. výsadkového pluku.
V únoru 2017 došlo k podepsání dohody o afilaci 4. brigády k 10. tankové divizi německého Bundeswehru.
Jednotky brigády se v rámci první a druhé rotace podílejí v letech 2022 a 2023 na posilové mnohonárodní bojové slupině NATO Slovensko v Lešťi, kde v červnu 2022 vystřídaly příslušníky 43. výsadkového pluku.
V rámci koncepce výstavby AČR 2030 se počítá s transformací 44. praporu na mechanizovaný vybavený stejně jako ostatní prapory brigády vozidly Pandur II.

## Problémy
V průběhu nasazení 4. brigády rychlého nasazení v Afghánistánu byli dva důstojníci jednotky propuštěni bez nároku na výsluhu kvůli symbolům jednotek SS Dirlewanger a SS Hohenstaufen na přilbách.

## Organizační struktura

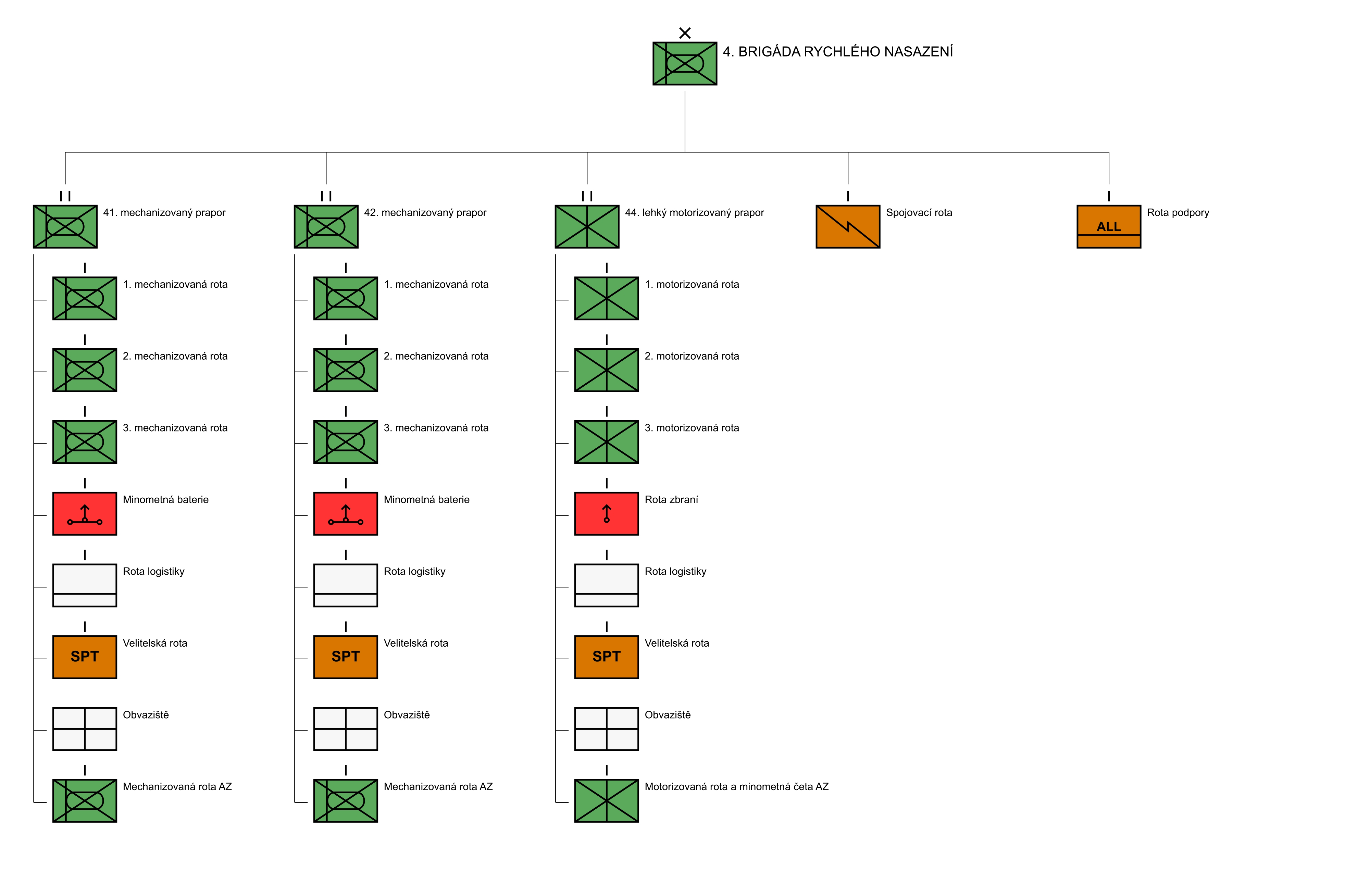
Grafické znázornění organizace brigády

Brigádu v roce 2023 tvoří tyto jednotky: 
- Velitelství a štáb brigády (Žatec)
- 41. mechanizovaný prapor "generála Josefa Malého" (Žatec) - Pandur II
- 42. mechanizovaný prapor "Svatováclavský" (Tábor) - Pandur II
- 44. lehký motorizovaný prapor "generála Ereta" (Jindřichův Hradec) - LOV Iveco
- Rota podpory
- Spojovací rota